# جوليا بيركنز بالارد
جوليا بيركنز بالارد (بالإنجليزية: Julia Perkins Ballard)‏ هي عالمة حشرات أمريكية، ولدت في 1824 في أثينس في الولايات المتحدة، وتوفيت في 21 أبريل 1894 في نيويورك في الولايات المتحدة.